# أوماها (قبيلة)
أوماها هي قبيلة هندية معترف بها فدراليا من الغرب الأوسط الأمريكي وتتواجد في محمية أوماها في شمال شرق نبراسكا وغرب آيوا في الولايات المتحدة. تقع محمية أوماها الهندية في الجزء الجنوبي من مقاطعة ثورستون وشمال شرق مقاطعة كومينغ في نبراسكا، ولكن يمتد جزء صغير منها إلى الركن الشمالي الشرقي من مقاطعة بورت وعبر نهر ميسوري في مقاطعة مونونا في آيوا. يبلغ إجمالي مساحتها 796.355 كم مربع (307.474 ميل مربع)، وبلغ تعداد السكان فيها 5,194 نسمة في تعداد عام 2000. 0 أكبر تجمع سكني فيها هو مدينة ميسي.
هاجر أهل أوماها إلى منطقة ميسوري العليا والسهول بحلول أواخر القرن السابع عشر من مساكنهم السابقة في وادي نهر أوهايو. تتبع لغة أوماها لغات السو من فرع الديغيهان، وهي مشابهة للغة بونكا. كانت هذه الأخيرة جزءا من أوماها قبل تنقسم إلى قبيلة منفصلة في منتصف القرن الثامن عشر. ولهم علاقة بشعوب السو الأخرى مثل أوساجي، كواباو، كانسا، الذين هاجروا أيضا نحو الغرب تحت ضغط الايروكوا في وادي أوهايو. وبعد أن قام الإيروكوا بطرد القبائل الأخرى، أبقوا على الإقليم كمنطقة للصيد.
بحلول عقد 1770، أصبحت أوماها القبيلة الأولى في السهول الشمالية التي تتبني ثقافة الفروسية. وطوروا «القرية الكبيرة» (تون-وا-تونغا) حوالي 1775 في مقاطعة داكوتا الحالية في شمال شرق نبراسكا، كما طوروا شبكة تجارية واسعة مع المستكشفين الأوروبيين الأوائل والرحالة الفرنسيين الكنديين. وسيطروا على تجارة الفراء والطرق إلى القبائل الأخرى على نهر ميسوري الأعلى.
سميت عليهم مدينة أوماها، أكبر مدينة في ولاية نبراسكا. لم يعرف عنهم أنهم حملوا السلاح ضد الولايات المتحدة، وساعدوا جيش الاتحاد خلال الحرب الأهلية الأمريكية.

## وصلات خارجية
- الموقع الرسمي
- أغنية أميرة الاحتفال